# جون إف. بيرك
جون إف. بيرك (بالإنجليزية: John F. Burke)‏ هو أستاذ جامعي ومخترع وجراح وكيميائي أمريكي، ولد في 22 يوليو 1922 في بيوريا في الولايات المتحدة، وتوفي في 2 نوفمبر 2011 في ليكسينغتون في الولايات المتحدة.